# Natürliche cytotoxische Rezeptoren
Natürliche cytotoxische Rezeptoren (NCR) sind Rezeptorproteine, die in der Zellmembran von natürlichen Killerzellen in allen höheren Säugetieren lokalisiert sind. Die Rezeptoren sind unentbehrlich für Killerzellen, um "Freund-" von "Feind(-Zelle)" zu unterscheiden und entsprechend die Aktivität der Killerzelle zu bremsen oder hochzufahren. Die drei bisher bekannte Rezeptoren sind NKp30, NKp44 und NKp46.